# Aeronautics Aerostar
Aerostar — беспилотный разведывательный самолёт (БПЛА) производства израильской компании Aeronautics Defense Systems.
Разработан на базе БПЛА «Scout». Первый полёт совершил в 2000 году.

## Описание
В бортовой комплекс входят средства связи и обмена данными, имеет сменную полезную нагрузку, в штатном варианте оборудован цифровой видео-камерой, совмещенной с тепловизором инфракрасного диапазона, что позволяет проводить разведку в любую погоду и течение дня и ночи.
Наземный пункт управления с приемной антенной автономен, и может быть смонтирован на грузовом автомобиле.
Оснащён высоконадежным дизельным двигателем Zanzottera 498i с электронным впрыском топлива мощностью 29 кВт.

## ЛТХ
- длина — 4,5 м
- высота — 1,3 м
- размах крыла — 8,5 м
- радиус действия — 250 км
- масса полезной нагрузки — 50 кг
- максимальный взлетный вес — 220 кг
- максимальная высота полёта — 5500 м
- крейсерская скорость — 102 км/ч
- максимальная скорость — 206 км/ч
- продолжительностью полёта — 12 ч.

## Эксплуатанты
- Азербайджан - 4 единицы на 2016 год[2]
- Ангола - в 2003 году был заключен контракт на сумму 4 млн. долларов с американской нефтяной корпорацией "Chevron - Texaco" на поставку нескольких БПЛА для защиты нефтяных платформ в Анголе[3][уточнить]. На вооружении вооружённых сил Анголы беспилотных летательных аппаратов этого типа не имеется[4]
- Грузия - в 2004 году получено 2 шт.
- Нигерия - в 2006 году были заказаны для береговой охраны и охраны нефтяных платформ в дельте реки Нигер[5].
- Турция - в 2007 году был заключен контракт общей стоимостью 10 млн. долларов на предоставление в пользование трех Aerostar.

1 февраля 2010 года Аэростар стал победителем конкурса на новый тактический беспилотник для польского военного контингента в Афганистане.